# شیب‌دراز
شیب‌دراز، روستایی در دهستان سوزا بخش شهاب شهرستان قشم در استان هرمزگان ایران است.
این روستا در ۷۰ کیلومتری جنوب قشم واقع شده‌است.
روستای شیب‌دراز کمترین فاصله را با جزیره هنگام دارد و محل رفت‌وآمد گردشگران به جزیره هنگام است. علاوه بر آن، این روستا به واسطهٔ اینکه زیستگاه و محل تخم‌گذاری لاک‌پشت‌های پوزه‌عقابی است شناخته می‌شود و هرساله گردشگران زیادی از این روستا دیدن می‌کنند.

## تخم‌گذاری لاک‌پشت‌ها
از سال ۱۳۸۱ تا کنون بر اساس یک برنامه مستمر از سوی سازمان منطقه آزاد قشم، جامعه محلی جزیره به‌ویژه جوانان روستای شیب‌دراز با عنوان گروه «ناتوران خمیس» (محافظان لاک‌پشت) با گذراندن دوره‌های آموزشی، نقش زیادی در حفاظت از تخم این جانوران و کمک به بقای نسل آنها برعهده گرفته‌اند.
حفاظت از تخم لاک‌پشت‌های پوزه‌عقابی در سواحل روستای شیب‌دراز با ابتکار بیژن فرهنگ دره‌شوری مدیر سابق محیط زیست سازمان منطقه آزاد قشم و با هدف کمک به ماندگار شدن نسل این جانوران آغاز شد و از این رو می‌توان از وی به‌عنوان معمار محیط زیستی قشم در بخش‌های مختلف به ویژه در حوزه محافظت از تخم‌گذاری لاک‌پشت‌های پوزه‌عقابی نام برد.
زمان تخم‌گذاری لاک‌پشت‌های پوزه‌عقابی از اواخر اسفند تا پایان اردیبهشت است و در این مدت لاک‌پشت‌های ماده با خروج از دریا، وارد ساحل شیب‌دراز می‌شوند و به‌طور متوسط ۴۰ تا ۱۵۰ تخم می‌گذارند و آنها را در چاله‌هایی که حفر کرده‌اند پنهان می‌کنند.
سال ۱۳۸۸ طرح مدیریت اکوتوریسم و حفاظت از لاک‌پشت‌های پوزه‌عقابی در قشم به عنوان یکی از ۱۰ طرح برتر بنیاد توسعه و محیط زیست آسیای اقیانوسیه در ژاپن شناخته شد و در سال ۱۳۹۵ به عنوان یکی از طرح‌های اثرگذار محیط‌زیستی موفق به دریافت جایزه از سوی سازمان حفاظت محیط زیست کشور شد.
در بهمن‌ماه ۱۳۹۰، سایت شیب‌دراز با وسعت ۶۰ هکتار با حمایت برنامه تسهیلات محیط زیست جهانی و همکاری سازمان میراث فرهنگی، صنایع دستی و گردشگری به‌عنوان اثر طبیعی در فهرست آثار ملی به ثبت رسیده‌است.

## تنوع آبزیان
در ساحل شیب دراز آبزیان زیادی وجود دارد اما این آزیان فصل دارد هرکدوم از آبزیان در فصل خودش به ساحل شیب‌دراز می‌آیند آبزیانی که در تابستان می‌آیند مانند (تلال-خرچنگ-هامور-شیر ماهی-سفره ماهی- لاک‌پشت - گدیر-سنگ سر-) بیشتر وجود دارند و در زمستان آبزیانی همانند صافی، ماهی مرکب، کرفه-یوبو- سفره ماهی ازنوع گادوم-کوسه-)وجود دارد.

## جمعیت
بر پایه سرشماری عمومی نفوس و مسکن در سال ۱۳۹۵، جمعیت این روستا برابر با ۵۰۷ نفر (۱۴۱ خانوار) بوده‌است.